# Lucasia cyrhata
Lucasia cyrhata är en tvåvingeart som först beskrevs av Robineau-desvoidy 1863.  Lucasia cyrhata ingår i släktet Lucasia och familjen parasitflugor.
Artens utbredningsområde är Frankrike. Inga underarter finns listade i Catalogue of Life.